# Eschrichtius robustus
L'Eschrichtius robustus (Lilljeborg, 1861), o balena grigia, è un cetaceo misticeto, dotato cioè di fanoni (grandi lamine cornee che pendono dal palato al posto dei denti) di medie dimensioni. 
Specie protetta già dal 1946, la balena grigia è uno dei cetacei più conosciuti. 

## Caratteristiche e abitudini
Dotata di caratteristiche proprie che la contraddistinguono dalle balene propriamente dette e dalle balenottere, è l'unica specie della famiglia Eschrichtiidae, potendo raggiungere una lunghezza totale di 15 metri.
Le classificazioni tradizionali hanno sempre considerato questa famiglia come la meno evoluta tra i Misticeti, in quanto conserva entrambi i caratteri ancestrali, cioè le 5 dita nelle natatoie e le 7 vertebre cervicali tutte separate tra loro, che caratterizzano rispettivamente i Balenidi e i Balenotteridi.
Tale ipotesi sarebbe confermata anche dall'abitudine, assente nelle altre specie, di avvicinarsi notevolmente alle coste, fino a penetrare nelle insenature e nelle baie anche di bassa profondità: tale comportamento viene appunto interpretato da alcuni etologi come una sorta di "legame" ancora esistente con la terraferma. Da notare che questi Cetacei possiedono sul mento due file di peli radi, seppure invisibili ad occhio nudo: altra caratteristica che denota come l'adattamento alla vita acquatica in questo gruppo non sia completo.
Verso la metà del XIX secolo era uno spettacolo comune vedere durante l'inverno decine e decine, forse anche centinaia, di balene grigie nuotare ogni giorno lungo le coste occidentali dell'America Settentrionale dirette verso sud fino in California.
L'imponente migrazione della balena grigia inizia a dicembre per finire verso febbraio, quando le balene invertono la rotta e tornano verso le fredde acque del Pacifico settentrionale e del Mare Artico. Qui la balena grigia soggiorna durante la primavera, nutrendosi prevalentemente di piccoli crostacei marini, particolarmente abbondanti nelle acque fredde. La balena grigia, come tutti i misticeti, inghiotte grandi quantità di acqua insieme ai piccoli organismi che in essa vivono, poi la spinge fuori dalla bocca filtrandola attraverso i fanoni, tra le cui frange rimangono intrappolati i piccoli crostacei che costituiscono il suo alimento.

## Struttura dei fanoni e delle frange
La struttura dei fanoni e le dimensioni delle frange sono diverse nelle varie specie di balene e balenottere, consentendo così diete diversificate. A differenza della balena grigia, ad esempio, la balenottera di Bryde, che possiede frange dei fanoni larghe e taglienti, si nutre prevalentemente di piccoli pesci. La balena grigia, inoltre, presenta da 2 a 4 solchi golari della lunghezza di circa un metro e mezzo che consentono la dilatazione della gola e quindi l'ingestione di una quantità notevole di acqua. Questo meccanismo è particolarmente perfezionato nelle balenottere, che hanno solchi golari più numerosi e più lunghi.

## Le grandi migrazioni riproduttive

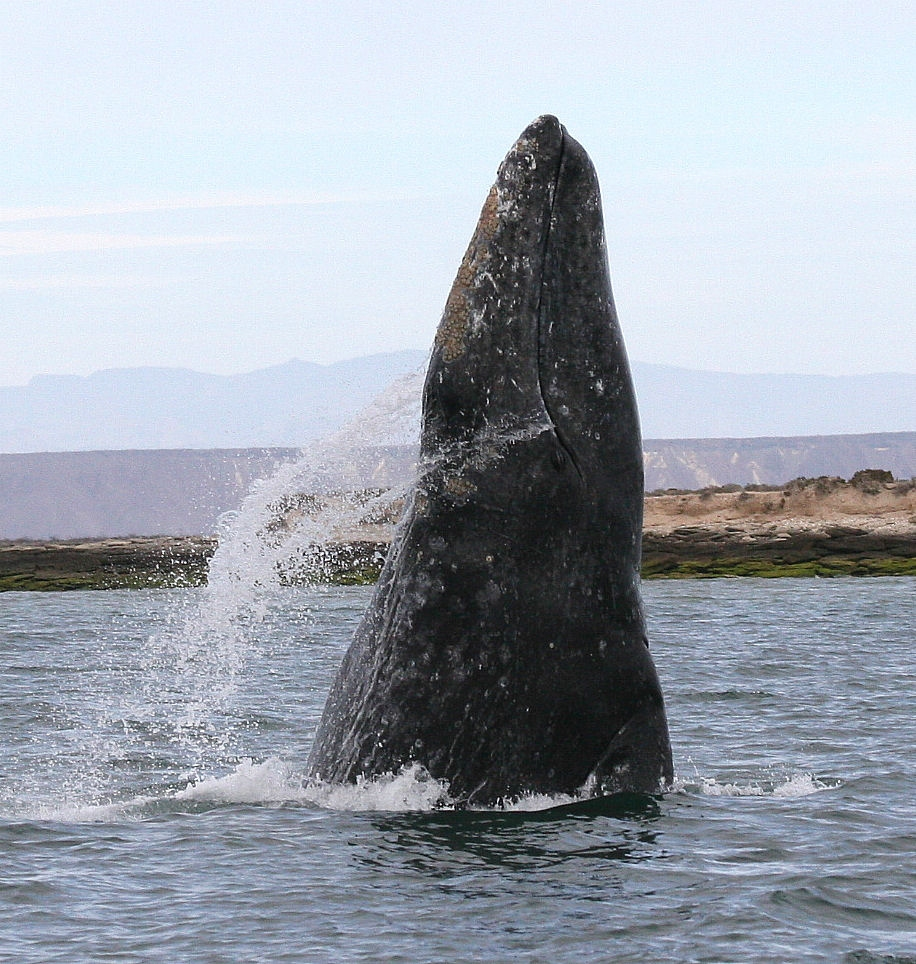
Balena grigia in una laguna del Messico

Per la balena grigia, la necessità di una migrazione tanto estesa è dettata principalmente da esigenze riproduttive. Queste balene, infatti, si accoppiano e mettono alla luce i propri piccoli, dopo circa un anno di gestazione, nelle acque più calde e tranquille della California. Qui le gigantesche madri, in genere più grandi dei maschi come spesso avviene tra i cetacei, allattano i loro piccoli, che alla nascita misurano circa 4 m di lunghezza.
In queste acque calde e poco profonde la dieta delle balene grigie risulta un po' diversa da quella che hanno nelle fredde acque dell'Artico; possono infatti nutrirsi, oltre che di invertebrati, anche di alghe e di piccoli pesci. Quando è in mare aperto, la balena grigia può compiere immersioni di 7-8 minuti, ma non si spinge mai a profondità notevoli.
Per compiere tali immersioni si serve, come gli altri cetacei, delle ricche riserve di ossigeno immagazzinate soprattutto nel sangue e nella muscolatura; qui, infatti, l'ossigeno si lega a una particolare proteina, la mioglobina, che conferisce un colore molto scuro alle carni dei cetacei.

## La caccia e il ripopolamento
Durante il XIX secolo, le balene grigie erano comuni anche lungo le coste occidentali del Pacifico dal Giappone fino alla Corea. Questa popolazione è stata praticamente sterminata all'inizio del secolo scorso dall'intensa caccia operata dall'uomo, anche se qualche rarissimo avvistamento è stato effettuato nel Mare di Ochotsk.
Alcune testimonianze storiche dimostrano che la balena grigia era un tempo distribuita anche nel nord Atlantico, ma questa popolazione si è definitivamente estinta all'inizio del XVIII secolo.
Attualmente l'unica popolazione consistente di questo meraviglioso gigante del mare è quella del Pacifico orientale, anche se la sua storia ha conosciuto momenti molto critici.
Quando infatti alle piccole barche da pesca si sono sostituite le grandi navi attrezzate e quando all'arpione tirato a mano si è sostituita l'asta munita di carica esplosiva tirata da un cannone, l'equilibrio di caccia tra uomo e balena si è rotto, con conseguenze naturalmente disastrose per quest'ultima. Dalle migliaia di balene grigie che frequentavano le baie della California intorno al 1850 si è passati a poche decine osservate dopo una ventina d'anni. Si è dovuto aspettare il 1946 per ottenere un'efficiente protezione di questo cetaceo sull'orlo dell'estinzione. La popolazione del Pacifico orientale ha potuto quindi lentamente cominciare ad aumentare per raggiungere un livello più o meno stabile di circa 10 000 individui censiti. Così ai giorni nostri è possibile ancora osservare questi straordinari mammiferi marini, anche detti balene della California, che vengono a svernare e a partorire soprattutto nelle baie di Scammon e di S. Ignazio.
Nel giugno del 2011 alcuni ricercatori Israeliani dell'IMMRAC hanno confermato la presenza di un esemplare di balena grigia al largo di Herzliya, nel Mar Mediterraneo, dopo più di 300 anni dall'ultimo avvistamento. Nell'aprile 2021, un secondo esemplare è stato avvistato ripetutamente nel Golfo di Napoli.
Oltre alle baleniere, le balene grigie hanno da temere solo l'orca, che preda i loro piccoli durante le migrazioni delle balene.

## Parentele
Si suppone che i più stretti parenti della balena grigia siano da ricercare nella famiglia dei cetoteriidi (Cetotheriidae), un gruppo di balene estinte di piccola taglia dalle caratteristiche particolarmente primitive. Nel 2008 è stato inoltre descritto Eschrichtioides gastaldii, una specie di balena fossile ritrovata in Italia in strati del Pliocene inferiore (circa 5 milioni di anni fa), che rappresenterebbe il più antico rappresentante della famiglia Eschrichtiidae.